# توماس هارينجتون
توماس هارينجتون (بالإنجليزية: Thomas Harrington)‏ هو لاعب كرة قدم بريطاني، ولد في 6 أكتوبر 1992.